# Heaven Can Wait (Michael-Jackson-Lied)
Heaven Can Wait ist ein Song des US-amerikanischen Sängers Michael Jackson, der am 29. Oktober 2001 auf dem Album Invincible erschien. Obwohl nie eine kommerzielle Single veröffentlicht wurde, erreichte Heaven Can Wait in den USA aufgrund von Airplay Platz 72 der R&B Charts und verblieb insgesamt 16 Wochen in diesen Charts, da der Song auf der Promo-Kompilation An Epic Valentine erhalten war.

## Entstehung
Ursprünglich war Heaven Can Wait für die Band BLACKstreet geplant, jedoch wollte Jackson den Song unbedingt für sein Album Invincible. Heaven Can Wait wurde in nur drei Tagen aufgenommen, dabei fungierten Teddy Riley und Michael Jackson als Produzenten. Insgesamt sieben Autoren waren an dem Stück beteiligt, darunter auch Jackson und Riley selbst.

## Inhalt
Der Song verbindet die Themen des Todes und der Liebe miteinander. So will das Lyrische Ich, scheinbar im Sterben liegend, das weitere Zusammenleben mit dessen Liebe dem Himmelsreich vorziehen.

„No!

If the angels took me from this earth

I would tell them bring me back to her

It's a chance I'll take

Maybe I'll stay

Heaven can wait“

„Nein!

Wenn die Engel mich von dieser Erde gebracht haben

Werde ich ihnen befehlen mich zurück zu ihr zu bringen

Es ist eine Chance, die ich nutze

Vielleicht werde ich bleiben

Der Himmel kann warten“

## Besetzung
- Komposition – Michael Jackson, Teddy Riley, Andreao Heard, Nate Smith, Teron Beal, E. Laues, K. Quiller
- Produktion – Michael Jackson, Teddy Riley
- Co-Produzenten – Andreao Heard, Nate Smith
- Lead & Background Vocals – Michael Jackson
- Zusätzliche Background Vocals – Dr. Freeze, "Que"
- Dirigent & Arrangement – Jeremy Lubbock
- Tontechniker & Mix – Teddy Riley, George Mayers, Bruce Swedien[3]